# موسيقى يهودية
الموسيقى اليهودية هي موسيقى وألحان الشعب اليهودي. توجد تقاليد للموسيقى الدينية، كما تغنى في الكنيس والصلوات المنزلية، والموسيقى المدنية مثل الكليزمر.
في حين أن بعض عناصر الموسيقى اليهودية قد نشأت في العصور التوراتية، يمكن العثور على اختلافات في الإيقاع والصوت بين المجتمعات اليهودية اللاحقة التي تأثرت موسيقياً بالموقع.
في القرن التاسع عشر، أدى الإصلاح الديني إلى تأليف الموسيقى الكنسية في أنماط الموسيقى الكلاسيكية. في نفس الفترة، بدأ الأكاديميون يتعاملون مع الموضوع في ضوء علم الموسيقى العرقي. كتب إدوارد سيروسي، «ما يُعرف اليوم باسم» الموسيقى اليهودية «هو نتيجة عمليات تاريخية معقدة». كان عدد من الملحنين اليهود المعاصرين على دراية بالتقاليد المختلفة للموسيقى اليهودية وتأثروا بها.

## موسيقى يهودية دينية
يمتد تاريخ الموسيقى اليهودية الدينية إلى تطور ألحان الكنتور والمعابد والمعبد منذ العصور التوراتية.
كانت أقدم موسيقى كنيس لدينا أي حساب عنها مبنية على النظام المستخدم في الهيكل في القدس. يقدم المشناه عدة روايات عن موسيقى الهيكل. وفقًا للمشناه، كانت أوركسترا المعبد العادية تتألف من اثني عشر آلة موسيقية، وجوقة من اثني عشر مغنيًا.

## فهرس
- بيرني، تشارلز، أد. بيرسي أ.سكولز (1959). جولة موسيقية في القرن الثامن عشر في وسط أوروبا وهولندا. "مجلدات. لندن: مطبعة جامعة أكسفورد.
- كونواي، ديفيد (2012). اليهودي في الموسيقى: دخول المهنة من عصر التنوير لريتشارد واجنر . كامبريدج: مطبعة جامعة كامبريدج.(ردمك 978-1-107-01538-8)رقم ISBN 978-1-107-01538-8
- جاردينويتز، بيتر (1996). موسيقى إسرائيل من عصر الكتاب المقدس إلى العصر الحديث. الثاني. الإصدار. بورتلاند: مطبعة أماديوس.
- إيدلسون ، أريزونا، قاموس المرادفات للأغنية الشرقية العبرية (10 مجلدات.)
- إيدلسون، أريزونا، إنت. أورنشتاين (1992). الموسيقى اليهودية: تطورها التاريخي. نيويورك: دوفر.
- سيروسي، إدوين وآخرون. (nd)، "Jewish Music" في Oxford Music Online (الاشتراك مطلوب)
- والدن، جوشوا س. (2015). رفيق كامبريدج للموسيقى اليهودية . كامبريدج ونيويورك: مطبعة جامعة كامبريدج.
- ويرنر، إريك (1976). صوت لا يزال يسمع: الأغاني المقدسة لليهود الأشكناز. فيلادلفيا: مطبعة جامعة بنسلفانيا سات

## روابط خارجية
- جوقة لندن اليهودية الذكور - تؤدي مجموعة واسعة من الموسيقى اليهودية
- أرشيف الموسيقى ورقة اليهودية
- أرشيف ميلكن للموسيقى اليهودية
- أرشيف صوت دارتموث اليهودي
- مركز أبحاث الموسيقى اليهودية
- أرشيفات الصوت اليهودية في مكتبات جامعة فلوريدا أتلانتيك
- مركز الويب للموسيقى اليهودية
- الموسيقى والهولوكوست مقالات وصور وتسجيلات موسيقى 1933-1945.
- قائمة الملحنين اليهود مع ورقة الموسيقى التي نشرها IMSLP.com.
- - موسوعة اليهود في العالم الإسلامي: «الموسيقى»، مقتطفات، ص 18 sqq ، مطبوعة: Brill، Leiden 2010.